# Dampierre, Haute-Marne

Dampierre este o comună în departamentul Haute-Marne din nord-estul Franței. În 2009 avea o populație de 358 de locuitori.

## Evoluția populației
| An        | 1975 | 1982 | 1990 | 1999 | 2006 | 2009 |
| --------- | ---- | ---- | ---- | ---- | ---- | ---- |
| Populație | 333  | 340  | 339  | 371  | 362  | 358  |